# 山高信離
山高 信離（やまたか のぶあきら/のぶつら/しんり、1842年3月23日（天保13年2月12日） - 1907年（明治40年）3月19日）は、幕末から明治時代の武士（旗本）、官吏。位階および勲等は正四位・勲二等。

## 概略
幕臣・堀利堅の八男として江戸に生まれる。のち1800石の旗本・山高家の養子となる。号は紫峰、紫山。官途は石見守。中奥番、小納戸、目付となり、慶応3年（1867年）パリ万国博覧会に参列する徳川昭武に随行する。
維新後はウィーン万国博覧会など、各地の万博に派遣されて事務局などに勤めた。後年は帝国博物館長、京都・奈良帝国博物館長を歴任。また椿椿山に学び、文人画を描いた。

## 家族
- 父は旗本2500石堀利堅[4]
- 異母兄に外国奉行・神奈川奉行・箱館奉行の堀利煕。その子の堀利孟は神奈川奉行・軍艦奉行。[4]
- 二男の林曄（1866年生）は林鶯渓の養子。その妻のしげは益田克徳二女で益田孝の姪。その長男・林暲は松沢病院院長、次男・林是は彫刻家、二女アヤは石坂泰三の弟石坂禄朗の妻[6][7]。
- 長女の静（1870年生）は向山慎吉の妻。その長男に向山均[8]
- 二女・さとは伊東祐穀の妻。[9]
- 息子に造船技師の山高五郎、孫は編集者・版画家の山高登[10]。

## 経歴
- 1880年　内務省少書記官兼大蔵省少書記官
- 1882年　呼びかけにより画家らの団体「水石社」旗揚げ、農商務省権少書記官
- 1883年　農商務権大書記官
- 1884年　第2回内国絵画共進会幹事
- 1886年　上野博物館館長心得
- 1888年　上野博物館長
- 1889年　青年絵画共進会会長
- 1889年　帝国博物館理事、第3回内国勧業博覧会事務官
- 1890年-1891年　勧業義済会副会頭
- 1891年　帝国博物館長
- 1892年　美術展覧会審査長・理事長
- 1893年　シカゴ万国博覧会出席で渡米
- 1894年-1895年　帝国奈良博物館長
- 1895年-1900年　帝国奈良博物館長
- 1900年-1902年　奈良帝室博物館長[11]

## 演じた人物
- 山本浩司 - 大河ドラマ『青天を衝け』（2021年）